# Graminella ophiuroidea
Graminella ophiuroidea är en svampart som beskrevs av M.M. White, L.G. Valle & Cafaro 2008. Graminella ophiuroidea ingår i släktet Graminella och familjen Legeriomycetaceae.   Inga underarter finns listade i Catalogue of Life.